# 干志坚
干志坚（1927年12月27日—2010年5月27日），上海市人。中华人民共和国政治人物。
1949年8月，供职于中国石油公司上海分公司、燃料工业部石油管理总局。1951年，入莫斯科石油学院，1955年，获技术科学副博士学位。回国后，担任石油工业部地质勘探司钻井处工程师，石油科学研究院石油地质勘探研究所研究室副主任。1973年1月，任国家计划委员会计划组副组长、基建综合计划局局长。后升任首都规划建设委员会副主任。1988年，任建设部副部长。后任中国对外建设总公司董事长。2010年5月27日，在北京逝世，享年83岁。